# 赤足

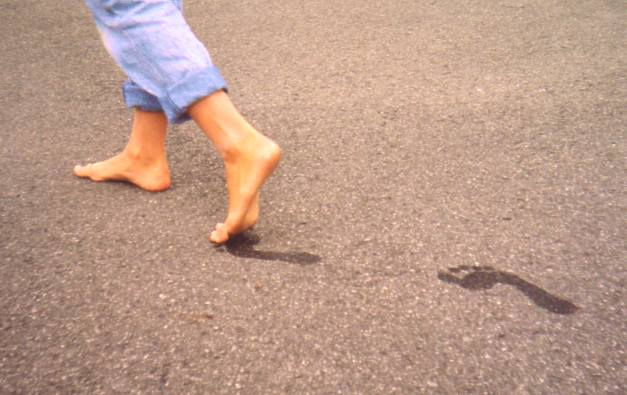
赤脚

赤腳，又稱光腳、赤足、裸足，古称跣足，即不穿鞋和袜子。原始社会的人一般赤脚，现代人在某些场合也赤脚，例如在进行与水有关的活动和在练习跆拳道、空手道、柔道等，同时赤脚也使用在某些宗教仪式中。有些人在家中會赤腳不穿拖鞋。
據研究顯示，赤腳可以增進血液循環、減少足癬的發生率、放鬆身體舒解壓力、增進食慾、降低扁平的發生率、促進足弓的成形、增加平衡感、使頭腦清醒、唱歌時可以使音域擴展、符合人體工學。
打赤腳走在路上時一開始會有一種不自在感，這種不自在感來自於心理作用，因為介意別人的眼光。赤腳走路時會感到刺刺的，不過久了就沒有這種感覺了，那是一種不習慣的感覺。